# Johann Christian Kestner

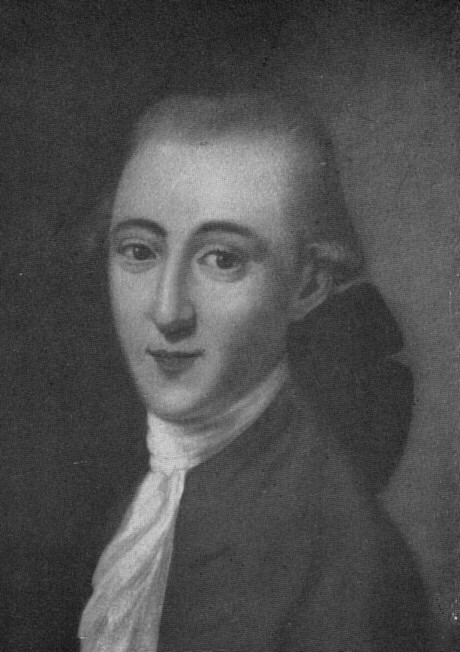
Johann Georg Christian Kestner

Johann Georg Christian Kestner (* 28. August 1741 in Döhren bei Hannover; † 24. Mai 1800 in Lüneburg) war ein deutscher Jurist und Archivar, berühmt vor allem als Ehemann von „Werthers Lotte“ Charlotte Buff.

## Leben
Die Familie Kestner gehörte im 18. und 19. Jahrhundert zu den hannoverschen „hübschen Familien“ und zum Bildungsbürgertum. Johann Christian und Charlotte waren die Eltern von Georg Kestner und August Kestner und Großeltern von Georg und Hermann Kestner.
Johann Christian war ein Sohn des bis 1762 als Geheimer Kanzlist und später als Geheimer Registrator in Hannover tätigen Johann Hermann Kestner (1700–1772) und dessen am 26. April 1736 in Wiebrechtshausen geheirateter zweiter Ehefrau Dorothea Gertrud Kestner (1713–1792), Tochter des Kurfürstlich Braunschweig-Lüneburgischen Amtsmannes im Kloster Fredelsloh Johann Christian Tolle. Ähnlich wie zuvor seine drei älteren Brüder, darunter der spätere Kammersekretär Otto Christian Kestner (* 1731), studierte auch Johann Christian Kestner ab dem 23. Oktober 1762 Rechtswissenschaften an der Georg-August-Universität in Göttingen. In der dortigen Historischen Akademie hörte er unter anderem Anfang 1765 Vorträge des nur zehn Monate jüngeren Georg Christoph Lichtenberg. Der literarisch gebildete Kestner stand während seines Studiums in Kontakt zu verschiedenen Mitgliedern des Göttinger Hainbunds. Aus gesundheitlichen Gründen brach er sein Studium dann jedoch ab.
Von 1767 bis 1773 wirkte Kestner als  Sekretär des kurhannoverschen Hofrats Johann Philipp Conrad Falcke. Während eines dienstlichen Aufenthaltes in Wetzlar tätig, lernte er Charlotte Buff kennen, die Tochter des Amtmanns am dortigen Deutschordenshof, und verlobte sich mit ihr. Der junge Johann Wolfgang Goethe war 1772  Praktikant am Reichskammergericht in Wetzlar und wurde mit beiden bekannt.  Er verliebte sich in die anmutige und lebensfrohe 19-jährige „Lotte“, als jene bereits versprochen war. Diese Liebe und der Suizid eines jungen Juristen-Kollegen mit Kestners geliehener Pistole wegen einer unglücklichen Liebe bildeten den Anlass und „Rohstoff“ für Goethes berühmten Brief-Roman Die Leiden des jungen Werthers, erschienen 1774. Die Lotte im Roman trägt Züge der wirklichen Charlotte; für die Leser war auch der Albert im Roman eine Charakterisierung ihres Ehemannes Kestner.
Nachdem Johann Christian Kestner am 19. März 1773 eine Festanstellung am Calenberger Archiv erhalten hatte, heiratete er kurz darauf am 4. April 1773 in Wetzlar Charlotte Buff, mit der er dann zwölf Kinder bekommen sollte. Der älteste Sohn Georg (1774–1867) war Goethes Patenkind. Der 1777 geborene Sohn August wurde Diplomat und Kunstsammler, der zwei Jahre später geborene Theodor Mediziner.

Das Wohnhaus der Kestners Große Wallstraße 14, rechts daneben Charlottes Grabmal auf dem Gartenfriedhof;
Künstlerpostkarte von Otto Pilzecker, um 1898

Die Familie wohnte zuerst in der Aegidienstraße, zuletzt in der Großen Wallstraße, dem heutigen Georgswall, wo später auch eine Gedenktafel für Charlotte angebracht wurde: Zahlreiche bekannte Persönlichkeiten verkehrten in dem hannoverschen Haus unter der – heutigen – Adresse Georgswall 3. Zu den Gästen zählten der Schriftsteller Heinrich Christian Boie, der Jurist Ernst Brandes, der Diplomat Basilius von Ramdohr, der Staatsmann und Philosoph August Wilhelm Rehberg oder der Mediziner und Gelehrte Johann Georg Zimmermann.

Das Gartenhaus der Familie Kestner in der Bult

Zudem unterhielten die Kestners ihr Gartenhaus mit Garten außerhalb der Stadt vor dem Aegidientor.
Unterdessen durchlief Kestner in Hannover einen kontinuierlichen beruflichen Aufstieg: 1775 wurde er Archiv-Sekretär und zum „Lehnsfiskal“ ernannt. 1784 wurde er zum Rat befördert, 1795 zum – aufgrund der Personalunion zwischen Großbritannien und Hannover sowohl Königlich Großbritannischen wie auch Kurhannoverschen – Hof- und Kanzleirat ernannt sowie zum Vize-Archivar. 1790 wurde Kestner als Legationssekretär zur Kaiserwahl von Leopold II. nach Frankfurt am Main entsandt, 1792 erneut zur Wahl von Kaiser Franz II.
Kestner starb auf einer Dienstreise in Lüneburg, sein dortiges Grab ist nicht erhalten.
Kestners Tagebuch sowie sein Nachlass befinden sich gemeinsam mit dem seiner Frau im Stadtarchiv Hannover.

## Familie und Nachkommen
1. Georg Heinrich Friedrich Wilhelm Kestner (* 1. Mai 1774 in Hannover; † 25. Oktober 1867 ebenda), Archivrat in Hannover; ⚭ Henriette Partz (* 8. April 1784 in Syke; † 30. Oktober 1867 in Hannover).
  1. Wilhelmine Charlotte Sophie Elisabeth Kestner (* 20. Mai 1803 in Hannover; † 18. Oktober 1880 ebenda); ⚭ Georg Ludwig Friedrich Laves.
  2. Georg Wilhelm Eduard Kestner (* 9. Juli 1805 in Hannover; † 9. Februar 1892 in Dresden), Oberinspektor.
  3. Theodor Karl Wilhelm Georg Kestner (* 26. September 1806 in Hannover; † 4. Januar 1831 ebenda), Auditor bei der Justizkanzlei in Hannover.
  4. Auguste Marie Sophie Amalie Kestner (* 21. Dezember 1807 in Hannover; † 24. Februar 1900 in Freiburg im Breisgau).
  5. Hermann August Kestner (* 30. Juli 1810 in Hannover; † 27. Juni 1890 ebenda).
2. Wilhelm Georg Konrad Arnold Kestner (* 2. Mai 1775 in Hannover; † 22. November 1848 in Bremen), Richter in Osterode am Harz, kgl. hann. Amtmann mit Sitz in der Burg Hagen im Bremischen (Kr. Cuxhaven); ⚭ Johanna Dorothea Friederike Sophie Luise Iffland (* 29. Juli 1784 in Hannover; † 8. April 1871)
  1. Sophie Louise (* 18. Dezember 1813; † 14. November 1861).
  2. Luise Clara Amalia Friederike (* 3. Juni 1817 in Hannover; † 17. September 1904 in Osterholz-Scharmbeck).

1. Philipp Karl Kestner (* 23. Oktober 1776 in Hannover; † 4. Juni 1846 in Thann), Fabrikant in Thann; ⚭ Marie Salomé Françoise Vaultrin de Saint Urbain (* 1784 in Straßburg; † 10. Dezember 1804 ebenda).
  1. Françoise Aimée Caroline Kestner (* 30. Juni 1802 in Straßburg; † 20. August 1872 in Basel).
  2. George Marie Joseph Charles Kestner (30. Juni 1803 in Straßburg; † 12. August 1870 in Thann), Fabrikant in Thann.
  3. Aimée Kestner (* 1804 in Straßburg; † 1805 ebenda)
2. Georg August Christian Kestner (* 28. November 1777 in Hannover; † 5. März 1853 in Rom), Diplomat, Sammler in Rom; unverheiratet.
3. Theodor Friedrich Arnold Kestner (* 15. Mai 1779 in Hannover; † 28. Mai 1847 in Frankfurt am Main), Arzt in Frankfurt am Main; ⚭ Marie Christine Lippert (* 15. Dezember 1789 in Frankfurt am Main; † 12. September 1839 ebenda); kinderlos.
4. Friederica Dorothea Albertina Charlotte Kestner (* 20. März 1783 in Hannover; † 22. Juni 1785 ebenda).
5. Georg Carl Eduard Christian Kestner (* 21. Juni 1784 in Hannover; † 11. Juni 1823 in Thann), Fabrikant in Thann; ⚭ Fanny Martin (* 4. August 1793 in Morges (Kanton Waadt/Schweiz); † 21. Dezember 1867 in Basel).
  1. Eduard Kestner (* 22. Februar 1821 in Thann; † 7. April 1906 in La Chaux-de-Fonds/Schweiz), Fabrikbesitzer in Neuchâtel.
  2. Caroline Kestner (* 23. Juni 1823 in Thann; † 1871).
6. Hans Ernst Hermann Septimus Kestner (* 11. August 1786 in Hannover; † 31. Januar 1871 ebenda), Geheimer Kammerrat in Hannover; ⚭ Maria Katharina Regina Lippert (* 12. Dezember 1796 in Frankfurt am Main; † 9. Februar 1871 in Hannover).
  1. Hedwig Charlotte Kestner (* 3. Juli 1819; † 23. März 1829).
  2. Charlotte Henriette Kestner (* 12. Februar 1821; † 1. Mai 1827).
  3. Hermann August Paul Kestner-Köchlin (* 8. Oktober 1823 in Hannover; † 17. Oktober 1905 in Mülhausen, Elsass), Arzt, Geh. Medizinalrat in Mühlhausen (Elsass).
  4. Maria Clara Kestner (* 25. Mai 1826 in Hannover; † 28. September 1903).
7. Dorothee Sophie Elise Charlotte Kestner (* 17. September 1788 in Hannover; † 22. Mai 1877 in Basel), unverheiratet.
8. Louise Amalie Henriette Antoinette Kestner (* 1. August 1791 in Hannover; † 18. April 1804 in Wetzlar).
9. Clara Johanne Sophie Friederike Kestner (* 16. Februar 1793 in Hannover; † 9. Juni 1866 in Marienwerder), Konventualin des Klosters Marienwerder bei Hannover; unverheiratet.
10. Friedrich Kestner (* 16. April 1795 in Hannover; † 5. Januar 1872 in Le Havre), Kaufmann, Generalkonsul in Le Havre; ⚭ Mathilde Doormann  (* 1800 in Hamburg; † 1855); kinderlos.

## Werke
- Alfred Schröcker (Hrsg.): Die wahre Brunnenfreiheit. Das Kurtagebuch des Johann Christian Kestner vom 9. bis 30. Juli 1765 in Bad Rehburg. Wehrhahn, Laatzen 2005, ISBN 3-86525-023-8.
- Alfred Schröcker (Hrsg.): „Du bist ein Sterblicher!“. Gedichte des jungen Johann Christian Kestner (1760/61). Wehrhahn, Laatzen 2006, ISBN 3-86525-044-0.
- Alfred Schröcker (Hrsg.): „Reise auf den Harz“. Tagebuch vom 24. Dezember 1763 bis 3. Januar 1764. Mit einem Nachwort von Alfred Schröcker. Wehrhahn, Hannover 2013, ISBN 978-3-86525-336-1.
- Johann Christian Kestner: Die Brockenreise. Tagebuch vom 10. bis 16. August 1789. Herausgegeben und kommentiert von Alfred Schröcker. Hannoversche Geschichtsblätter NF 69 (2015), S. 162–177.